# 2937 Gibbs
2937 Gibbs (1980 LA) là một tiểu hành tinh bay qua Sao Hỏa được phát hiện ngày 14 tháng 6 năm 1980 bởi Bowell, E. ở Flagstaff (AM).